# موسوعة ميسري
موسوعة ميسري هي موسوعة طبية بالفارسية لقيَت اهتمامًا أوروبيًّا كبيرًا، كتبها العالم الفارسي المسلم ميسري بين عامي 977 م (367 هـ) و980 م (370 هـ). توجد مخطوطة الموسوعة برقم R-7799-310 في المكتبة الوطنية الفرنسية.

## عنوان الموسوعة
أطلق ميسري على عمله المخطوط اسم دانش نامه (Dānešnāma)، وهي كلمة فارسية تعني موسوعة، وقد كتبها مرة في بداية كتابه ثم في نهايته. المخطوطة الوحيدة الموجودة من العمل محفوظة في المكتبة الوطنية الفرنسية وهي تحتوي على 164 ورقة وتتكون من 4481 سطرًا. وقد نسخها محمود التبريزي قارئ الشاهنامه الشهير في عام 1448 م (852 هـ).

## روابط خارجية
- كتاب منسوخ من الموسوعة